# Nikolina Horvat
Nikolina Horvat (ur. 18 września 1986 roku w Zagrzebiu) – chorwacka lekkoatletka specjalizująca się w biegach przez płotki, uczestniczka igrzysk olimpijskich w Londynie (2012). 

## Igrzyska olimpijskie
Wzięła udział w wyścigu na dystansie 400 metrów przez płotki na igrzyskach w 2012 roku. W eliminacjach zajęła 8. miejsce z czasem 58,49. Rezultat ten nie dał jej awansu do kolejnej fazy zmagań. 